# 삼학사전

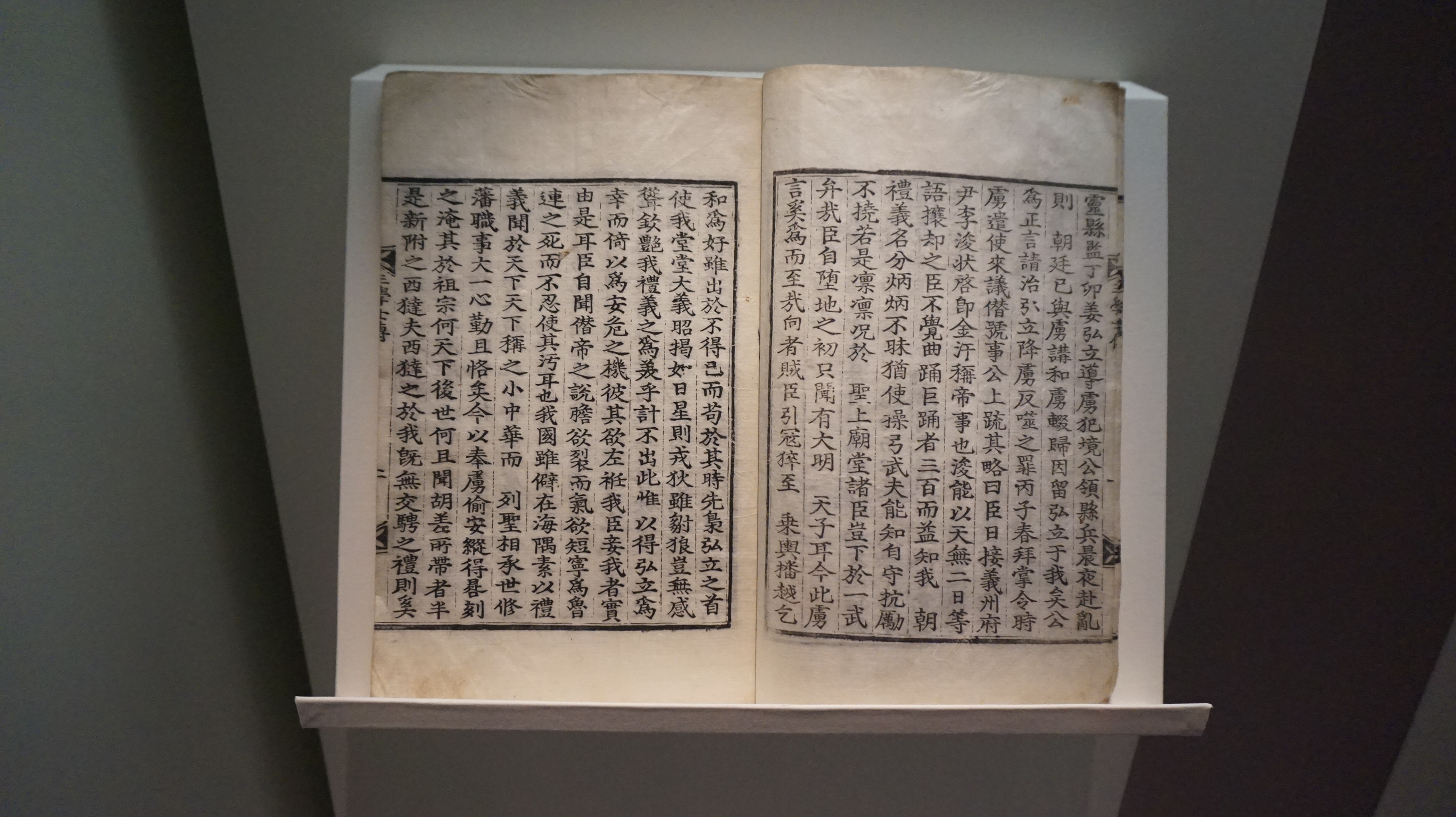
국립중앙박물관에 전시된 삼학사전

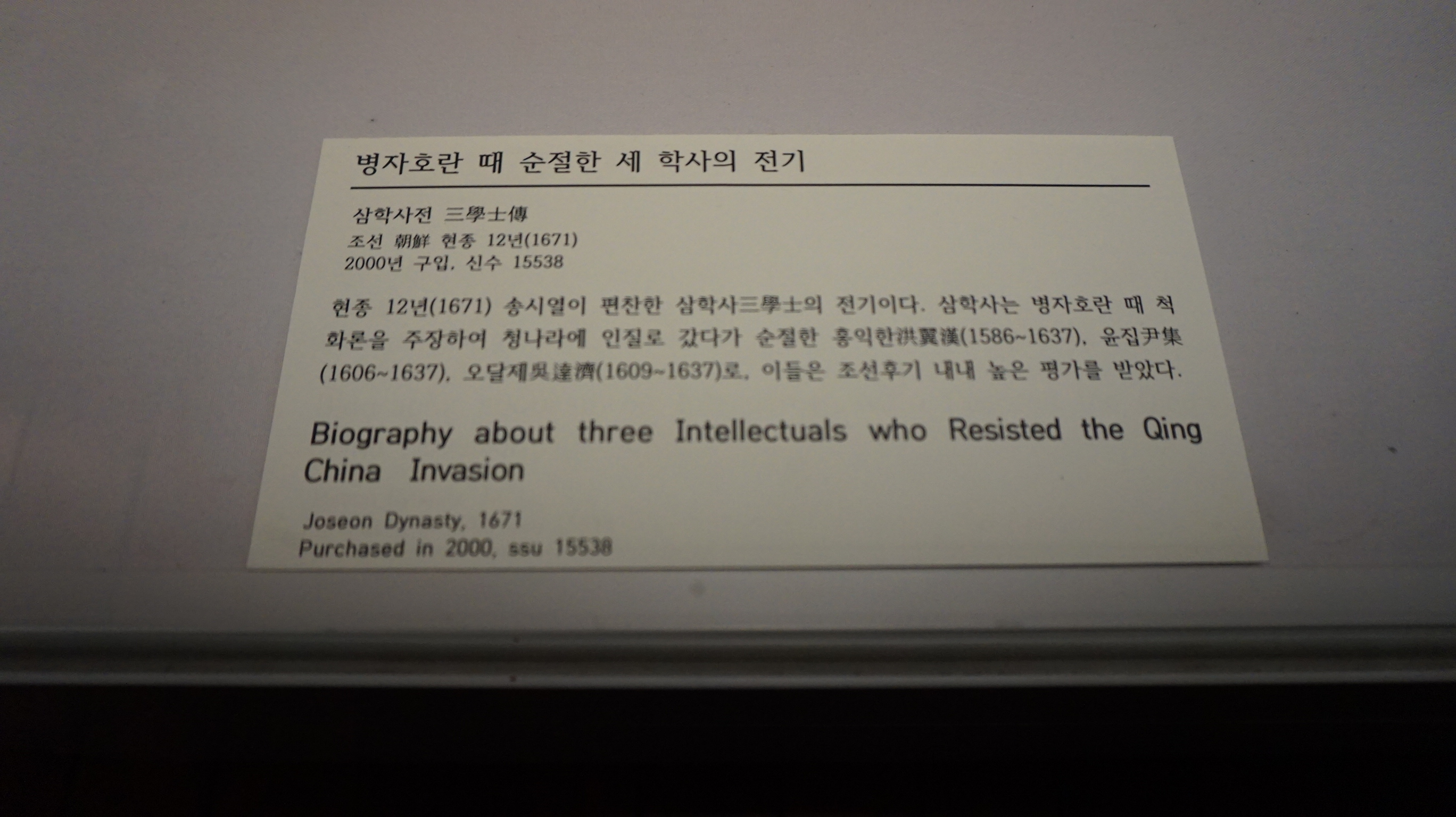
국립중앙박물관에 전시된 삼학사전 설명문

《삼학사전》(三學士傳)은 1671년 조선의 유학자인 송시열이 편찬한 삼학사의 전기문으로 국립중앙박물관에 소장되어 있다. 《송자대전》 제113권에 원문이 수록되어 있으며 필사본 1책이 규장각 도서로 편찬되었다.
삼학사는 1637년 병자호란에서 조선이 중국 청나라에 항복하는 것을 반대하고 척화론(斥和論)을 내세우면서 오랑캐인 청나라와 싸울 것을 주장하다가 청나라에 잡혀가 참혹한 죽음을 당했던 척화파의 강경론자 세 사람, 즉 홍익한, 윤집, 오달제를 가리킨다. 책에는 삼학사의 생애와 언행, 삼학사가 올린 〈척화소〉(斥和疏)의 주요 내용, 삼학사가 청나라에 잡혀갈 때부터 심양에서 죽기까지 있었던 행적, 삼학사와 관련된 조선 조정의 논의 과정, 병자호란 전후의 조선과 청나라 간의 관계, 청나라 심양(瀋陽)에서 있었던 삼학사 심문 내용, 병자호란 시기에 활동했던 조선의 척화파 지식인의 동향 등이 담겨 있다.
정조 시대에 편찬된 필사본에는 명나라 만력제가 보낸 칙유(勅諭), 윤봉구가 지은 송시열의 묘지문, 정조가 왕세손 시절에 올린 상소문, 1776년 정조가 올린 친제문(親祭文) 등이 함께 수록되었다.